# The Millionaire (film 2008)
The Millionaire (Slumdog Millionaire) è un film del 2008 diretto da Danny Boyle.
Il soggetto del film, diretto da Boyle con la collaborazione della regista indiana Loveleen Tandan, è tratto dal romanzo di Vikas Swarup Le dodici domande. Slumdog Millionaire ("Milionario pezzente" è una possibile traduzione del titolo originario) ha ottenuto 10 candidature agli Oscar del 2009, aggiudicandosi 8 statuette, tra cui quella per il miglior film.

## Trama
Jamal Malik, un diciottenne musulmano cresciuto nelle baraccopoli di Mumbai, sta partecipando come concorrente alla versione indiana del quiz televisivo Chi vuol essere milionario?. La tensione in studio è palpabile: davanti a un pubblico incredulo, il giovane risponde a tutte le domande arrivando all'ultima decisiva, che potrebbe valergli il premio di venti milioni di rupie (circa 250 000 euro), una vera fortuna per un indiano. In alcuni fuori onda si vede che il conduttore Prem Kumar, avendo preso in antipatia il ragazzo, tenta di dissuaderlo dal continuare la partita ricorrendo anche a stratagemmi, come suggerirgli una risposta sbagliata (di cui Jamal diffida, scegliendo quella giusta). Il conduttore, anch'egli di umili origini, non si capacita di come un giovane di tale estrazione possa conoscere tutte le risposte. Dopo che la sirena annuncia il termine della puntata, che riprenderà il giorno seguente, su indicazione del conduttore — convinto di una frode — Jamal è arrestato dalla polizia che lo interroga e lo sottopone nottetempo a tortura. Da quel momento il ragazzo ripercorre le tappe della sua vita, da quando era un bambino di strada: ogni risposta data in trasmissione corrisponde infatti a qualcosa che ha imparato nei momenti cruciali. 
Da bambino perde sua madre in un pogrom d'integralisti indù. Vagabondando con suo fratello Salim, i due incontrano una bambina di nome Latika, anch'ella senza famiglia: il gruppo dà così vita a una piccola banda che Jamal chiamerà "I Tre Moschettieri". I tre vengono raccolti da Maman, uno sfruttatore che li unisce ad altri orfani, dando loro vitto e alloggio, e li avvia all'accattonaggio organizzato. Quando viene deciso che Jamal deve essere accecato per impietosire i passanti, i tre fuggono via dopo aver sfigurato con l'acido uno degli aguzzini. Nel raggiungere un treno in corsa, Latika fatica a tenere il passo e viene perciò abbandonata al suo destino.
I due fratelli vivono di espedienti sui convogli per unirsi qualche anno più tardi a una banda di piccoli ladri e truffatori a danno dei turisti in visita al Taj Mahal. Jamal e Salim in seguito decideranno di tornare a Mumbai perché Jamal vuole ritrovare Latika, ancora nelle mani dello stesso sfruttatore che intende farla prostituire. L'uomo vorrebbe vendicarsi, ma Salim, a sorpresa, lo uccide con una pistola, liberando la ragazza. Continuando il loro peregrinare, Salim si reca dal boss mafioso Javed, vantando l'uccisione di Maman; soddisfatto, il capo lo affilia assieme alla ragazza allontanando Jamal.
Divenuto adulto, Jamal trova impiego in un call center a Mumbai. Un giorno, approfittando dell'assenza di un operatore, decide di riprendere le ricerche di suo fratello e di Latika attraverso un terminale con l'elenco degli intestatari di telefonia mobile. Ritrovato Salim, apprende della sua scalata nella gang di Javed, che a sua volta ha preso Latika come sua amante, detenuta in una gabbia dorata. Jamal promette di portarla via, impegnandosi ad aspettarla ogni giorno in un luogo e a un'ora precisa. Latika si presenta un giorno all'appuntamento, ma Salim se la riprende con la forza per volontà del boss. Rifiutando di darsi per vinto, Jamal si convince che per incontrarla deve partecipare a Chi vuol essere milionario?, quiz da lei seguito, e vincere il primo premio.
Qui finisce il racconto. L'ispettore di polizia, ritenendo Jamal sincero, decide di rilasciarlo, concedendogli di ultimare la partecipazione al telequiz. L'India intera lo considera l'eroe del momento. Salim, intanto, pentito del suo operato, decide di far fuggire Latika dandole auto e cellulare nella speranza che rincontri Jamal; conscio che ciò susciterà l'ira del boss, riempie di soldi la sua vasca da bagno e decide di aspettarlo lì. La ragazza rimane ferma nel traffico e guarda attraverso un negozio di televisori Jamal che, non sapendo rispondere alla domanda decisiva, ovvero il nome di uno dei tre moschettieri, ricorre alla cosiddetta "telefonata a casa", l'ultimo aiuto concesso nel gioco. Il telefono squilla a lungo: il conduttore gli chiede chi abbia chiamato e Jamal gli risponde che si tratta di suo fratello, dato che è l'unico numero che conosce. Latika si ricorda di avere lasciato in auto il telefono che Salim le aveva dato e corre a recuperarlo, rispondendo proprio quando stanno per riattaccare. Finalmente Latika e Jamal si possono parlare, ma anch'ella ignora la risposta, rassicurando tuttavia Jamal di essere in salvo. Javed e alcuni suoi sicari irrompono intanto nel bagno dove si è trincerato Salim, che uccide il suo boss per poi lasciarsi uccidere dai sicari. Contemporaneamente Jamal sceglie l'opzione "A", ovvero il nome di Aramis, la risposta esatta, vincendo così 20 milioni di rupie e diventando milionario. Jamal apprende della morte eroica di Salim e raggiunge Latika nel luogo convenuto: i due si giurano amore eterno scambiandosi un bacio appassionato. 
L’epilogo mostra una schermata come nella trasmissione, con un elenco di risposte possibili sul destino della vita di ognuno. Si illumina l'opzione come esso sia già scritto.

## Colonna sonora
La colonna sonora è stata composta dal compositore indiano Allah Rakha Rahman e contiene ben due hit: Paper Planes di M.I.A.; Jai Ho cantata dallo stesso Rahman e Zina dei Babylone. Il disco ha vinto il Golden Globe per la migliore colonna sonora originale, il BAFTA alla migliore colonna sonora e due Premi Oscar: uno per la migliore colonna sonora e uno per la migliore canzone, assegnato a Jai Ho.

## Distribuzione
Distribuito negli Stati Uniti dalla Fox Searchlight Pictures, nel Regno Unito dalla Pathé e in Italia dalla Lucky Red, il film ha realizzato in Italia un incasso al botteghino di € 8 805 513, negli Stati Uniti di $ 141 319 928 e un totale mondiale di $ 377 910 544.

## Riconoscimenti
- 2009 - Premio Oscar
  - Miglior film a Christian Colson
  - Migliore regia a Danny Boyle
  - Migliore sceneggiatura non originale a Simon Beaufoy
  - Migliore fotografia a Anthony Dod Mantle
  - Miglior montaggio a Chris Dickens
  - Miglior sonoro a Ian Tapp, Richard Pryke e Resul Pookutty
  - Miglior colonna sonora a A. R. Rahman
  - Miglior canzone (Jai Ho) a A. R. Rahman e Gulzar
  - Candidatura per Miglior montaggio sonoro a Tom Sayers e Glenn Freemantle
  - Candidatura per Miglior canzone (O Saya) a A. R. Rahman e Maya Arulpragasam
- 2009 - Golden Globe
  - Miglior film drammatico
  - Migliore regia a Danny Boyle
  - Migliore sceneggiatura a Simon Beaufoy
  - Miglior colonna sonora a A. R. Rahman
- 2009 - Premio BAFTA
  - Miglior film a Christian Colson
  - Migliore regia a Danny Boyle
  - Migliore sceneggiatura non originale a Simon Beaufoy
  - Migliore fotografia a Anthony Dod Mantle
  - Miglior montaggio a Chris Dickens
  - Miglior sonoro a Glenn Freemantle, Resul Pookutty, Richard Pryke, Tom Sayers e Ian Tapp
  - Miglior colonna sonora a A. R. Rahman
  - Candidatura per Miglior attore protagonista a Dev Patel
  - Candidatura per Miglior film britannico a Christian Colson, Danny Boyle e Simon Beaufoy
  - Candidatura per Miglior attrice non protagonista a Freida Pinto
- 2010 - Premio César
  - Candidatura per Miglior film straniero a Danny Boyle
- 2010 - Premio Goya
  - Miglior film europeo
- 2009 - Kansas City Film Critics Circle Award
  - Miglior film
  - Migliore sceneggiatura non originale a Simon Beaufoy
- 2008 - National Board of Review Award
  - Miglior film
  - Migliore performance rivelazione maschile a Dev Patel
  - Migliore sceneggiatura non originale a Simon Beaufoy
- 2008 - Screen Actors Guild Award
  - Miglior cast
  - Candidatura per Miglior attore non protagonista a Dev Patel
- 2009 - Los Angeles Film Critics Association Award
  - Migliore regia a Danny Boyle
- 2009 - Critics' Choice Movie Award
  - Miglior film
  - Migliore regia a Danny Boyle
  - Miglior attore protagonista a Dev Patel
  - Miglior sceneggiatore a Simon Beaufoy
  - Miglior colonna sonora a A. R. Rahman
  - Candidatura per Miglior canzone (Jai Ho) a Sukhwinder Singh, A. R. Rahman e Gulzar
- 2008 - Satellite Award
  - Miglior film drammatico
  - Migliore regia a Danny Boyle
  - Miglior colonna sonora a A. R. Rahman
  - Candidatura per Migliore sceneggiatura non originale a Simon Beaufoy
  - Candidatura per Miglior montaggio a Chris Dickens
  - Candidatura per Miglior canzone (Jai Ho) a A. R. Rahman e Gulzar
- 2009 - David di Donatello
  - Miglior film dell'Unione Europea a Danny Boyle
- 2009 - MTV Movie Award
  - Candidatura per Miglior film
  - Candidatura per Miglior bacio a Dev Patel e Freida Pinto
  - Candidatura per Miglior canzone (Jai Ho) a A. R. Rahman
  - Candidatura per Migliore performance rivelazione maschile a Dev Patel
  - Candidatura per Miglior performance rivelazione femminile a Freida Pinto
- 2008 - New York Film Critics Circle Award
  - Migliore fotografia a Anthony Dod Mantle
  - Candidatura per Migliore regia a Danny Boyle
- 2009 - Saturn Award
  - Candidatura per Miglior film internazionale
  - Candidatura per Miglior attore emergente a Dev Patel
- 2008 - International Online Film Critics' Poll
  - Miglior film a Christian Colson
  - Migliori dieci film a Danny Boyle
  - Migliore sceneggiatura non originale a Simon Beaufoy
  - Migliore fotografia a Anthony Dod Mantle
  - Candidatura per Miglior regia a Danny Boyle
  - Candidatura per Migliore scenografia a Chris Dickens
  - Candidatura per Miglior montaggio a Chris Dickens
  - Candidatura per Migliore colonna sonora a A. R. Rahman
- 2010 - International Online Film Critics' Poll
  - Migliori dieci film del decennio a Danny Boyle
  - Candidatura per Miglior film del decennio a Christian Colson
- 2009 - Amanda Award
  - Miglior film straniero a Danny Boyle e Loveleen Tandan
- 2009 - American Cinema Editors
  - Miglior montaggio a Chris Dickens
- 2009 - American Society of Cinematographers
  - Migliore fotografia a Anthony Dod Mantle
- 2009 - Art Directors Guild
  - Migliore scenografia a Mark Digby, Abhishek Redkar, Arwel Evans, Bhoyar, Manoj N., Shaikh Wahid, Brendan Houghton, Hendway, Praveen Kumar, Giri Sushil Kumar e Michelle Day
- 2008 - Austin Film Festival
  - Miglior film a Danny Boyle e Simon Beaufoy
- 2009 - Awards of the Japanese Academy
  - Candidatura per Miglior film straniero
- 2009 - BMI Film & TV Award
  - Miglior colonna sonora a A. R. Rahman
- 2009 - Black Reel Award
  - Miglior attore a Dev Patel
  - Miglior performance rivelazione a Dev Patel
  - Miglior soundtrack
  - Candidatura per Miglior cast
- 2009 - Boston Society of Film Critics Award
  - Miglior film
  - Miglior montaggio a Chris Dickens
- 2009 - British Independent Film Award
  - Miglior film britannico indipendente
  - Migliore regia a Danny Boyle
  - Miglior promessa a Dev Patel
  - Candidatura per Migliore sceneggiatura a Simon Beaufoy
  - Candidatura per Migliore fotografia a Anthony Dod Mantle
  - Candidatura per Miglior promessa a Ayush Mahesh Khedekar
- 2009 - British Society of Cinematographers
  - Candidatura per Migliore fotografia a Anthony Dod Mantle
- 2008 - Camerimage
  - Rana d'Oro a Anthony Dod Mantle
- 2009 - Central Ohio Film Critics Association Award
  - Migliore regia a Danny Boyle
  - Migliore sceneggiatura non originale a Simon Beaufoy
- 2008 - Chicago Film Critics Association Award
  - Migliore regia a Danny Boyle
  - Migliore sceneggiatura non originale a Simon Beaufoy
  - Miglior performance rivelazione a Dev Patel

- 2008 - Chicago International Film Festival
  - Audience Choice Award a Danny Boyle
- 2009 - Chlotrudis Award
  - Candidatura per Migliore fotografia a Anthony Dod Mantle
- 2009 - Cinema Audio Society
  - Miglior sonoro a Resul Pookutty, Ian Tapp e Richard Pryke
- 2010 - Cinema Brazil Grand Prize
  - Miglior film straniero a Danny Boyle
- 2009 - Southeastern Film Critics Association Award
  - Migliore regia a Danny Boyle
  - Migliore sceneggiatura non originale a Simon Beaufoy
  - Candidatura per Miglior film
- 2010 - Cinema Writers Circle Award
  - Candidatura per Miglior film straniero
- 2009 - Costume Designers Guild Award
  - Migliori costumi a Suttirat Anne Larlarb
- 2008 - Dallas-Fort Worth Film Critics Association Award
  - Miglior film
  - Migliore regia a Danny Boyle
  - Candidatura per Migliore sceneggiatura a Simon Beafoy
- 2009 - Directors Guild of America
  - DGA Award a Danny Boyle, Sanjay Kumar, Raj Acharya, Avani Batra e Sonia Nemawarkar (Assistenti Registi)
- 2009 - European Film Award
  - Audience Award a Danny Boyle
  - Migliore fotografia a Anthony Dod Mantle
  - Candidatura per Miglior film
  - Candidatura per Migliore regia a Danny Boyle
  - Candidatura per Miglior attore protagonista a Dev Patel
  - Candidatura per Migliore sceneggiatura a Simon Beaufoy
- 2009 - Evening Standard British Film Awards
  - Migliore scenografia a Mark Digby
  - Candidatura per Migliore regia a Danny Boyle
  - Candidatura per Miglior performance rivelazione a Dev Patel
- 2009 - Film Critics Circle of Australia Award
  - Miglior film straniero a Danny Boyle
- 2008 - Florida Film Critics Circle Award
  - Miglior film
  - Migliore regia a Danny Boyle
  - Migliore sceneggiatura a Simon Beaufoy
- 2010 - Premio Gaudí
  - Candidatura per Miglior film europeo a Danny Boyle
- 2009 - Golden Eagle Award
  - Miglior film straniero a Danny Boyle
- 2009 - Grammy Award
  - Miglior colonna sonora (Album Compilation)
  - Miglior canzone (Jai Ho) a A. R. Rahman, Tanvi Shah e Gulzar
- 2009 - Image Award
  - Miglior film indipendente
  - Candidatura per Miglior attore non protagonista a Dev Patel
- 2009 - Nastro d'argento
  - Migliore regia a Danny Boyle
- 2009 - London Critics Circle Film Award
  - Film britannico dell'anno
  - Regista britannico dell'anno a Danny Boyle
  - Sceneggiatore dell'anno a Simon Beaufoy
  - Candidatura per Regista dell'anno a Danny Boyle
  - Candidatura per Attore dell'anno a Dev Patel
- 2008 - Los Angeles Film Critics Association Award
  - Migliore regia a Danny Boyle
  - Miglior colonna sonora a A. R. Rahman
  - Candidatura per Migliore fotografia a Anthony Dod Mantle
- 2009 - Motion Picture Sound Editors
  - Miglior montaggio sonoro
  - Candidatura per Miglior montaggio sonoro (Musica) a Niv Adiri
- 2009 - National Society of Film Critics Award
  - Migliore fotografia a Anthony Dod Mantle
  - Candidatura per Migliore regia a Danny Boyle
- 2009 - Online Film Critics Society Award
  - Miglior montaggio a Chris Dickens
  - Candidatura per Miglior film
  - Candidatura per Migliore regia a Danny Boyle
  - Candidatura per Miglior rivelazione a Dev Patel
  - Candidatura per Migliore sceneggiatura non originale a Simon Beaufoy
  - Candidatura per Migliore fotografia a Anthony Dod Mantle
  - Candidatura per Miglior colonna sonora a A. R. Rahman
- 2009 - PGA Award
  - Miglior produttore dell'anno a Christian Colson
- 2009 - Palm Springs International Film Festival
  - Miglior performance rivelazione a Freida Pinto
- 2008 - Phoenix Film Critics Society Award
  - Miglior film
  - Migliore regia a Danny Boyle
  - Miglior rivelazione a Dev Patel
  - Miglior rivelazione maschile a Ayush Mahesh Khedekar
  - Migliore sceneggiatura non originale a Simon Beaufoy
  - Miglior montaggio a Chris Dickens
- 2010 - Robert Festival
  - Miglior film straniero a Danny Boyle
- 2009 - Rotterdam International Film Festival
  - Premio del pubblico a Danny Boyle e Loveleen Tandan
- 2008 - San Diego Film Critics Society Award
  - Miglior film
  - Migliore regia a Danny Boyle
  - Migliore sceneggiatura non originale a Simon Beaufoy
  - Migliore fotografia a Anthony Dod Mantle
  - Miglior montaggio a Chris Dickens
  - Miglior colonna sonora a A. R. Rahman
- 2009 - St. Louis International Film Festival
  - Miglior film a Danny Boyle
- 2009 - Teen Choice Award
  - Candidatura per Miglior film
  - Candidatura per Miglior attore a Dev Patel
  - Candidatura per Miglior attrice a Freida Pinto
  - Candidatura per Miglior attore debuttante a Dev Patel
  - Candidatura per Miglior attrice debuttante a Freida Pinto
  - Candidatura per Miglior bacio a Dev Patel e Freida Pinto
- 2008 - Toronto International Film Festival
  - People's Choice Award a Danny Boyle
- 2009 - USC Scripter Award
  - Migliore sceneggiatura a Simon Beaufoy e Vikas Swarup (Autore)
- 2009 - Vancouver Film Critics Circle
  - Candidatura per Migliore regia a Danny Boyle
- 2008 - Washington DC Area Film Critics Association Award
  - Miglior film
  - Migliore regia a Danny Boyle
  - Miglior rivelazione a Dev Patel
  - Migliore sceneggiatura non originale a Simon Beaufoy
- 2009 - World Soundtrack Award
  - Miglior canzone (Jai Ho) a A.R. Rahman, Gulzar, Tanvi Shah, Sukhwinder Singh, Mahalakshmi e Vijay Prakash
  - Candidatura per Colonna sonora dell'anno a A. R. Rahman
  - Candidatura per Miglior canzone (O Saya)a A. R. Rahman e Maya Arulpragasam
- 2009 - Writers Guild of America
  - WGA Award a Simon Beaufoy
- 2009 - Young Artist Award
  - Miglior cast giovanile

## Casi mediatici

### Demolizione delle case degli attori
Nel maggio 2009, nonostante la notorietà e i premi, le case delle famiglie di due degli attori bambini, Azharuddin Mohammed Ismail nel ruolo di Salim e Rubina Ali interprete di Latika, furono demolite dalle autorità indiane senza alcun preavviso. Nel corso della demolizione il ragazzo e il padre della ragazza furono malmenati dalla polizia.

### Errore di traduzione della versione italiana per le sale
La sequenza drammatica del pogrom vede gli indù gridare: «They are muslims, get them!» («Sono musulmani, prendeteli!»), frase tradotta impropriamente come «Sono musulmani, scappiamo!», inducendo gli spettatori a ritenere un diverso credo religioso degli assalitori e delle vittime. L'incongruenza si palesa successivamente nei riti dei protagonisti, tipicamente musulmani.
La casa di distribuzione Lucky Red, in seguito alla protesta dell'Unione delle Comunità Islamiche (Ucoi), ha porto le doverose scuse ufficiali, correggendo i dialoghi per la versione in DVD. La versione trasmessa dalle principali reti televisive in lingua italiana riporta la frase corretta.